# NSWRL 1987
Die NSWRL 1987 war die 80. Saison der New South Wales Rugby League Premiership, der ersten australischen Rugby-League-Meisterschaft. Den ersten Tabellenplatz nach Ende der regulären Saison belegten die Manly-Warringah Sea Eagles. Diese gewannen im Finale 18:8 gegen die Canberra Raiders und gewannen damit die NSWRL zum fünften Mal. Es war zudem das erste Mal, dass eine Mannschaft im Finale war, die nicht aus Sydney kam.

## Tabelle
|      | Team                          | Spiele | Siege | Unent. | Ndlg. | Spiel- punkte | Diff. | Tabellen- punkte |
| ---- | ----------------------------- | ------ | ----- | ------ | ----- | ------------- | ----- | ---------------- |
| 01.  | Manly-Warringah Sea Eagles    | 24     | 18    | 1      | 5     | 553:356       | + 197 | 41               |
| 02.  | Eastern Suburbs Roosters      | 24     | 15    | 1      | 8     | 390:353       | + 37  | 35               |
| 03.  | Canberra Raiders              | 24     | 15    | 0      | 9     | 441:325       | + 116 | 34               |
| 04.  | Balmain Tigers                | 24     | 14    | 1      | 9     | 469:349       | + 120 | 33               |
| 05.  | South Sydney Rabbitohs        | 24     | 13    | 1      | 10    | 310:342       | - 32  | 31               |
| 06.  | Canterbury-Bankstown Bulldogs | 24     | 13    | 0      | 11    | 353:316       | + 37  | 30               |
| 07.  | Parramatta Eels               | 24     | 12    | 0      | 12    | 417:411       | + 6   | 28               |
| 08.  | Cronulla-Sutherland Sharks    | 24     | 11    | 1      | 12    | 390:433       | - 43  | 27               |
| 09.  | St. George Dragons            | 24     | 10    | 2      | 12    | 394:409       | - 15  | 26               |
| 010. | North Sydney Bears            | 24     | 11    | 0      | 13    | 368:401       | - 33  | 26               |
| 011. | Illawarra Steelers            | 24     | 8     | 0      | 16    | 372:449       | - 77  | 20               |
| 012. | Penrith Panthers              | 24     | 6     | 1      | 17    | 274:399       | - 125 | 17               |
| 013. | Western Suburbs Magpies       | 24     | 5     | 2      | 17    | 339:527       | - 188 | 16               |

- Da in dieser Saison jedes Team zwei Freilose hatte, wurden nach der Saison zur normalen Punktezahl noch vier Punkte dazugezählt.

## Playoffs

### Ausscheidungs/Qualifikationsplayoffs
| 5. September | South Sydney Rabbitohs | 15 : 12 | Balmain Tigers | Sydney Cricket Ground, Sydney Zuschauer: 22.134 Schiedsrichter: Greg McCallum |
| 5. September | Bericht                |         |                | Sydney Cricket Ground, Sydney Zuschauer: 22.134 Schiedsrichter: Greg McCallum |

| 6. September | Eastern Suburbs Roosters | 25 : 16 | Canberra Raiders | Sydney Cricket Ground, Sydney Zuschauer: 15.852 Schiedsrichter: Mick Stone |
| 6. September | Bericht                  |         |                  | Sydney Cricket Ground, Sydney Zuschauer: 15.852 Schiedsrichter: Mick Stone |

| 12. September | Canberra Raiders | 46 : 12 | South Sydney Rabbitohs | Sydney Cricket Ground, Sydney Zuschauer: 24.744 Schiedsrichter: Mick Stone |
| 12. September | Bericht          |         |                        | Sydney Cricket Ground, Sydney Zuschauer: 24.744 Schiedsrichter: Mick Stone |

| 13. September | Manly-Warringah Sea Eagles | 10 : 6 | Eastern Suburbs Roosters | Sydney Cricket Ground, Sydney Zuschauer: 36.399 Schiedsrichter: Greg McCallum |
| 13. September | Bericht                    |        |                          | Sydney Cricket Ground, Sydney Zuschauer: 36.399 Schiedsrichter: Greg McCallum |

### Halbfinale
| 20. September 15:00 | Canberra Raiders | 32 : 24 | Eastern Suburbs Roosters | Sydney Cricket Ground, Sydney Zuschauer: 26.790 Schiedsrichter: Mick Stone |
| 20. September 15:00 | (14:14) Bericht  |         |                          | Sydney Cricket Ground, Sydney Zuschauer: 26.790 Schiedsrichter: Mick Stone |

### Grand Final
| 27. September | Manly-Warringah Sea Eagles                                                       | 18 : 8        | Canberra Raiders                                                          | Sydney Cricket Ground, Sydney Zuschauer: 50.201 Schiedsrichter: Mick Stone |
| 27. September | Versuche: Lyons, O’Connor Erhöhungen: O’Connor (2/2) Straftritte: O’Connor (3/3) | (6:0) Bericht | Versuche: O’Sullivan Erhöhungen: Belcher (1/1) Straftritte: Meninga (1/1) | Sydney Cricket Ground, Sydney Zuschauer: 50.201 Schiedsrichter: Mick Stone |

| 1                  | Dale Shearer     |
| 2                  | David Ronson     |
| 3                  | Darrell Williams |
| 4                  | Michael O’Connor |
| 5                  | Stuart Davis     |
| 6                  | Cliff Lyons      |
| 7                  | Des Hasler       |
| 8                  | Paul Vautin      |
| 9                  | Noel Cleal       |
| 10                 | Ron Gibbs        |
| 11                 | Kevin Ward       |
| 12                 | Mal Cochrane     |
| 13                 | Phil Daley       |
| Auswechselspieler: |                  |
| 14                 | Mark Pocock      |

| 1                  | Gary Belcher     |
| 2                  | Chris Kinna      |
| 3                  | Peter Jackson    |
| 4                  | Mal Meninga      |
| 5                  | Matthew Corkery  |
| 6                  | Chris O’Sullivan |
| 7                  | Ivan Henjak      |
| 8                  | Dean Lance       |
| 9                  | Ashley Gilbert   |
| 10                 | Gary Coyne       |
| 11                 | Sam Backo        |
| 12                 | Steve Walters    |
| 13                 | Brent Todd       |
| Auswechselspieler: |                  |
| 14                 | Kevin Walters    |
| 15                 | Terry Regan      |